# Trigonostemon hartleyi
Trigonostemon hartleyi là một loài thực vật có hoa trong họ Đại kích. Loài này được Airy Shaw miêu tả khoa học đầu tiên năm 1979.